# Bogenzahnkupplung

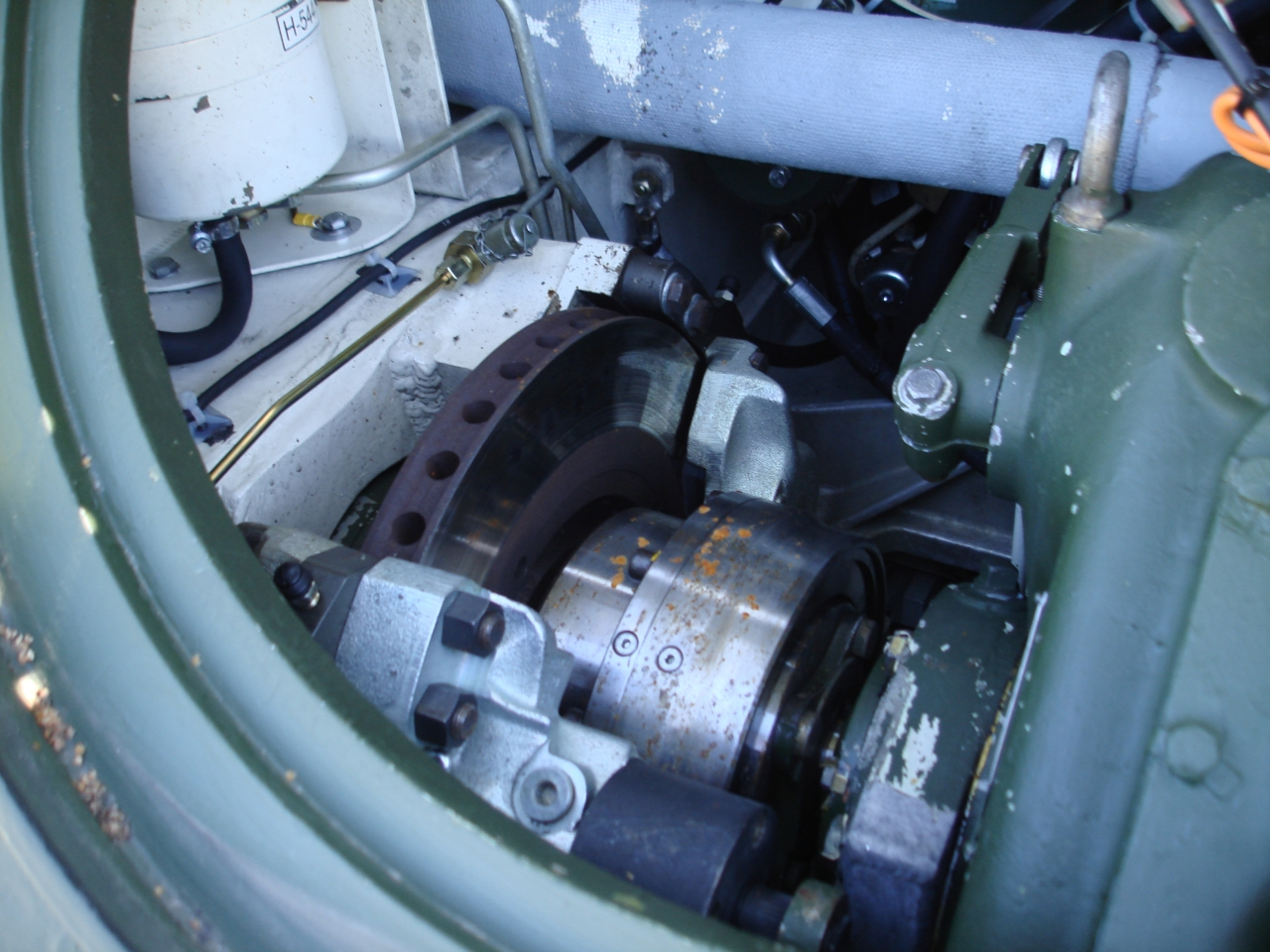
Bremsscheibe und Bogenzahnkupplung im Mannschaftstransporter M113

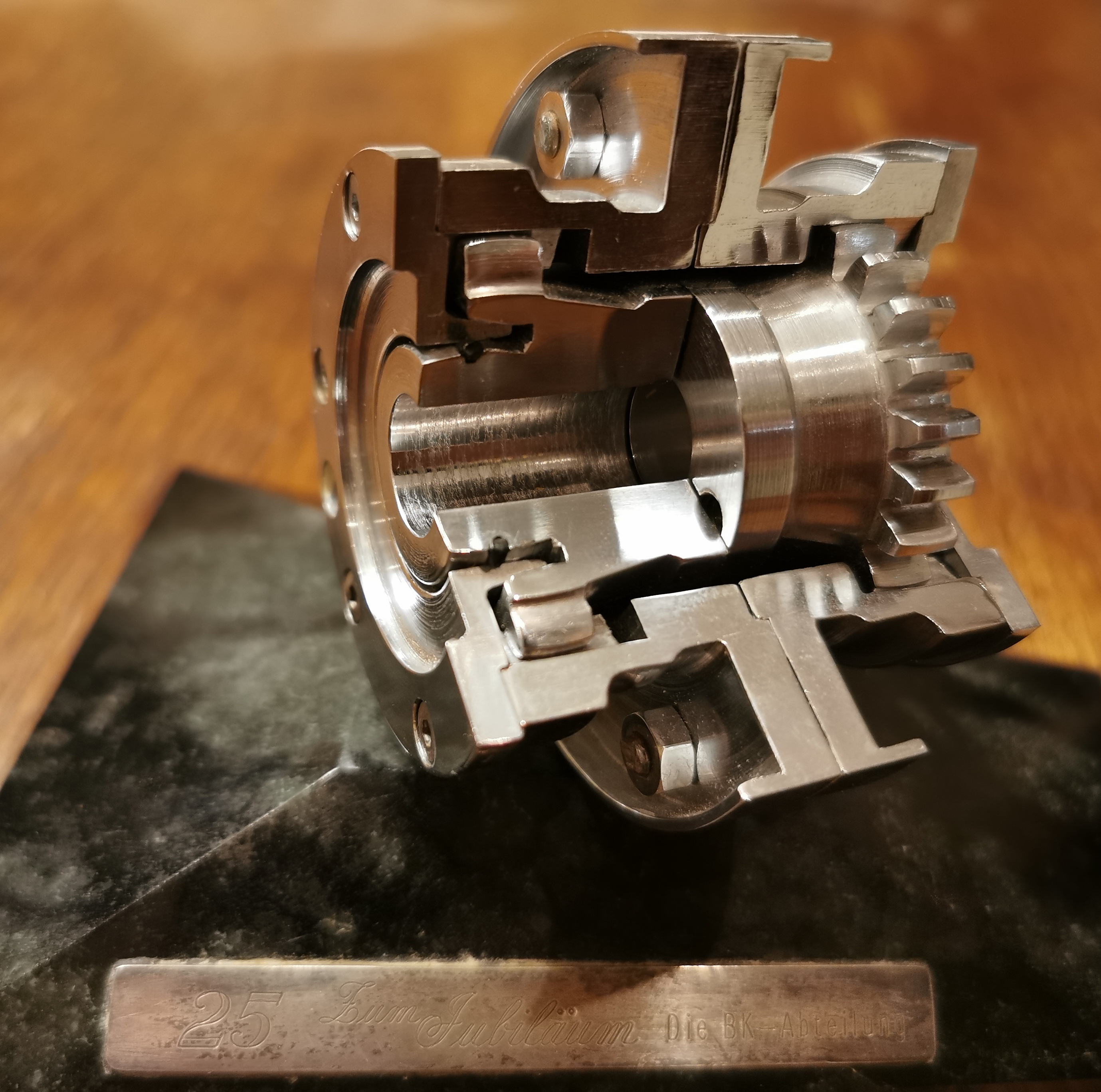
Modell der Bogenzahnkupplung von Karl Haneklaus

Die Bogenzahnkupplung (englisch Curved tooth coupling) ist eine nicht schaltbare Kupplung, die verwendet wird, um kleine Achs- oder Winkelversätze zwischen Motor und Getriebe auszugleichen.
Bei einer Bogenzahnkupplung sitzen auf den Wellen Zahnräder, die durch eine innenverzahnte Hülse miteinander verbunden sind. Die ineinandergreifenden Verzahnungen (Innen- und Außenverzahnung) sind ballig ausgeführt und können so kleine Winkelfehler ausgleichen. Bogenzahnkupplungen können aus einer motorseitigen und einer getriebeseitigen Kupplungshälfte bestehen, die miteinander verschraubt werden. Die getriebeseitige Kupplungshälfte wird auf die Ritzelwelle des Getriebes, die motorseitige auf die Rotorwelle des Motors aufgepresst. Einfache Bogenzahnkupplungen bestehen aus einer innenverzahnten Kunststoffhülse und zwei Zahnrädern für die Wellenenden.
Oft sind Bogenzahnkupplungen mit einer Rutschkupplung kombiniert, die den Antriebsstrang vor mechanischem Bruch oder eine E-Maschine vor unzulässig hohem Kurzschlussstrom schützt, wenn das nachgelagerte Getriebe blockiert (zum Beispiel bei einem Akkuschrauber).  Es gibt sowohl öl- als auch fettgeschmierte Ausführungen.
Bei Schienenfahrzeugen verbinden Bogenzahnkupplungen beispielsweise den Traktionsmotor mit dem teilabgefederten Radsatzgetriebe. Sie werden dort benötigt, da sich das achsreitende Getriebe relativ zum Drehgestell und dem darin aufgehängten Motor bewegt.